# Tamagoči

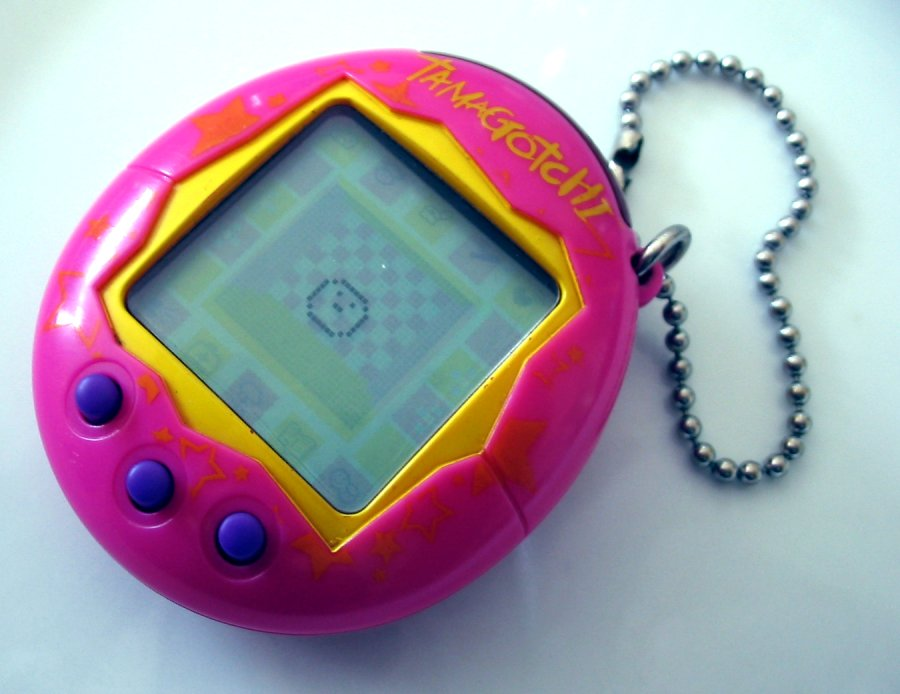
Tamagoči

Tamagoči či tamagotchi (japonsky たまごっち Tamagočči) je kapesní elektronická hračka vytvořená v roce 1996 autorem Aki Maita a prodávaná japonskou hračkářskou společností Bandai. Představuje domácí zvířátko, o které se musí pečovat a starat se, aby bylo spokojené. Uživatel musí své tamagoči zejména „krmit“ a „hrát si“ s ním, tyto činnosti jsou prováděny symbolicky výběrem příslušných voleb pomocí tlačítek. Osobnost hračky se v závislosti na poskytované péči postupně vyvíjí. V českém prostředí zažila hračka největší boom koncem 90. let 20. století.

## Charakteristika
Tamagoči má podobu malého elektronického přístroje vejčitého tvaru, jemuž dominuje výrazný displej. Na displeji je malá černobílá postavička, která postupně roste. Prochází stádii vývoje – vajíčko, nemluvně, dítě, dospívající, dospělý. U verze familitchi je ještě rodič. Tato postavička se ovládá pomocí tří tlačítek: 1.A, 2.B, 3.C. Zvířátko je plně upoutáno na vaše pokyny, čím více se o toto zvířátko uživatel stará, tím déle a lépe mu žije i vydrží. Někdy se může dožít až 20 nebo 25 dnů, pokud se o něj ale uživatel nestará, je pravděpodobné, že se mu jednoho dne místo zvířátka objeví hrobeček – to už je ale pozdě. Většina verzí se dá takzvaně restartovat a je možné si postavičku nově vytvořit, i vývoj bude stejný – od vajíčka po dospělého/hrobeček. Tamagoči mívají režim pauzy. Existují různé verze Tamagoči: jak normální černobílé, tak i barevné a stylové nebo Tamagotchi familitchi, kde lze zařídit celou rodinku svých postaviček.

## Virtuální Tamagoči
Tamagoči je možné hrát i na různých jiných přístrojích, které nejsou přímo k tomuto účelu určeny, například smartphonech.
Existují verze Tamagoči vytvořené pro Nintendo WII nebo pro Nintendo DS. V současnosti je také dostupná aplikace Tamagotchi L.i.f.e. vyvíjená společností NAMCO BANDAI Games Inc. pro operační systém Android, která se snaží původní hračku napodobit. Velmi populární je také další aplikace pro smartphony zvaná Pou. Tyto moderní verze obvykle disponují systémem mikroplateb, kdy pro zvířátko je možné si ve shopu přes internet dokoupit různé doplňky (to je způsob, jakým si na sebe hra vydělává).